# Bruno Zieger
Pour les articles homonymes, voir Zieger.
Bruno Zieger (né le 25 juillet 1925 à Erfurt, mort le 14 janvier 2009 dans la même ville) est un coureur cycliste allemand.

## Biographie
Bruno Zieger commence au sein de "Fortuna Erfurt" et aborde peu à peu toutes les disciplines du cyclisme sur piste. Pendant un certain temps, il est professionnel puis revient chez les amateurs. Plus tard il devient un spécialiste du demi-fond. Dans cette discipline, il est champion d'Allemagne de l'Est trois fois de suite en 1955, 1956 et 1957, son entraîneur est Horst Aurich. Il remporte six autres titres dans d'autres disciplines, dont quatre en solitaire aux championnats en 1949 (en tandem, vitesse, contre-la-montre et poursuite par équipes). En 1950, il est champion d'Allemagne de l'Est de course à l'américaine avec Georg Stoltze.
Au Tour de RDA en 1952, il termine troisième au classement général après avoir remporté l'étape Magdebourg-Erfurt longue de 240 km avec une avance de dix minutes. Il remporte deux autres étapes et mène son capitaine d'équipe Erich Schulz à la victoire. En 1949, il remporte le contre-la-montre par équipe de 100 km avec le BSG KWU Erfurt. Dans cette discipline, il remporte aussi le titre au championnat du monde étudiant en 1951 (avec Lothar Meister I, Edgar Schatz, Georg Stoltze, Detlef Zabel et Karl Hesse).
À la fin des années 1940 et au début des années 1950, Zieger, qui avait repris le demi-fond avec comme entraîneur Erich Metze, qui meurt dans un accident sur le vélodrome d'Andreasried à Erfurt en 1952, est professionnel. En 1955, le cyclisme professionnel est aboli en RDA et Zieger redevient en mars 1955. Il remporte la Goldenes Rad d'Erfurt en 1956, ainsi que la Goldenes Rad de Berlin. En 1957, il prend part au Critérium mondial du demi-fond (précurseur des championnats du monde recréés en 1958 pour les amateurs) à Leipzig et finit derrière le vainqueur, l'Italien Virginio Pizzali.
Zieger fait dans sa jeunesse un apprentissage de peintre-tapissier. Même après la fin de sa carrière, Zieger reste impliqué dans le cyclisme et est directeur du vélodrome d'Andreasried pendant plus de trois décennies.
Il est le père de la chanteuse Petra Zieger.